# Vielleicht dürfen wir bleiben
Vielleicht dürfen wir bleiben (norwegischer Originaltitel: Albin Prek) ist ein Kinderbuch der norwegischen Schriftstellerin Ingeborg Kringeland Hald. Es handelt sich um ihren Debütroman. Die Originalausgabe erschien 2010 bei dem Verlag Mangschou. Die deutsche Erstausgabe in der Übersetzung von Maike Dörries erschien 2015 im Carlsen Verlag. 
Das Buch war 2010 für den renommierten norwegischen Literaturpreis Brageprisen nominiert. 

## Inhalt
Als Sechsjähriger ist Albin Prek mit seiner Mutter Dhina und seinen jüngeren Zwillingsschwestern Anja und Anka aus Bosnien, das sich im Jugoslawienkrieg befand, nach Norwegen geflohen. 
Als ihnen fünf Jahre später die Abschiebung zurück nach Bosnien droht, läuft Albin davon, mit der Hoffnung, dass seine Mutter und Schwestern nicht abgeschoben werden, solange er nicht gefunden wird. Albin steigt in einen Bus und trifft dort auf zwei Mädchen, die sechsjährige Lisa und die zwölfjährige Amanda, die mit ihren Großeltern in ein Ferienhaus am See fahren. Kurzerhand steigt Albin an derselben Haltestelle wie Lisa und Amanda aus und versteckt sich im Kofferraum des Autos der Großeltern, während diese in der Tankstelle sind. 
Im Wald, nicht weit entfernt vom Ferienhaus, wo die Großeltern wohnen, stößt Albin schließlich auf eine kleine Hütte, in der er sich versteckt. Die darauffolgenden Tage folgt Albin den Mädchen und ihren Großeltern und wird von Lisa und Amanda dabei erwischt, wie er Essen aus deren Picknickkorb nehmen will. Sie kommen ins Gespräch und geben Albin von ihren Brötchen ab. Doch Albin verschwindet, als die Großeltern zurückkommen. Kurz darauf finden Amanda und Lisa Albin in der Hütte. Sie bringen ihm Essen und heizen den Ofen. Albin erzählt ihnen, warum er abgehauen ist und dass er sich bei ihnen im Auto versteckt hat. Amanda berichtet, dass sie im Radio von Albin gehört hat und dass seine Mutter und Schwestern immer noch in Norwegen sind. Albin bittet sie, den Großeltern nichts zu erzählen. Lisa jedoch erzählt ihrer Großmutter trotzdem von Albin und der Großvater holt Albin aus der Hütte und nimmt ihn mit in das Ferienhaus. Dort verbringt Albin die Nacht und überlegt, wie er von dort flüchten kann. 
Als am nächsten Nachmittag ein Auto vorfährt, verschwindet Albin im Birkenwald hinter dem Haus. Er wird jedoch von einem Polizisten gefunden und zurück in das Ferienhaus gebracht. Dort warten seine Mutter und Schwestern auf ihn. Albin verspricht seiner Mutter, dass er nie wieder abhauen wird. Der Polizist erklärt der Familie, dass der Ausweisungsbescheid möglicherweise auf Grund falscher Voraussetzungen erteilt wurde. Sie bekommen zwar noch keine endgültige Aufenthaltsgenehmigung, aber dürfen vorerst in Norwegen bleiben. 
In Rückblenden wird auch die Fluchtgeschichte des sechsjährigen Albins erzählt. Nachdem sein Vater von Soldaten vor den Augen der Familie erschossen wurde, flieht Dhina mit ihren Kindern zunächst in den anliegenden Wald. Dhina erklärt Albin, dass sie nicht wieder zurück nach Hause gehen können. Im Aufnahmelager wird Albin von Soldaten nach seinem Alter gefragt. Dhina flüstert ihm zu, er soll sagen, dass er vier Jahre alt ist. Kaltblütig erschießen die Soldaten einen quengelnden Jungen, der Hunger hat. Die Mutter des Jungen, Dhina und Albin müssen die schreckliche Situation mitansehen. In einem Bus werden Dhina, Albin und seine Schwestern in ein Flüchtlingslager gebracht, welches von einer UN-Schutztruppe bewacht wird. Hier verspricht Dhina Albin, dass sie nun richtige Flüchtlinge seien und ihnen geholfen werde. 